# پینکی
پینکی (به لاتین: Piņķi) یک روستا در لتونی است که در شهرداری بابیته واقع شده‌است. پینکی ۲٫۹ کیلومتر مربع مساحت و ۳٬۴۳۴ نفر جمعیت دارد.